# Illogicist
Gli Illogicist sono un gruppo death metal/technical death metal italiano fondato nel 1997 ad Aosta dal chitarrista Luca Minieri e dall'allora batterista Remy Curtaz. La band è fortemente influenzata dal sound dei Death, dei Pestilence, degli Atheist e dei Cynic.

## Storia
Gli Illogicist furono fondati nell'estate del 1997 come progetto del chitarrista Luca Minieri e del batterista Remy Curtaz allora membri dei Sudden Flames con Roberto Zeppa e Andrea Garrone. In breve tempo si aggiunsero al gruppo il bassista Roberto Zeppa e il chitarrista Fabio Filippone, con i quali fu pubblicato nel 2002 il primo demo dal titolo Polymorphism of Death. Dopo questa uscita Roberto Zeppa e Fabio Filippone lasciarono il gruppo venendo sostituiti da Diego Ambrosi alla chitarra e Emilio Dattolo al basso. Nel 2003 questa formazione pubblicò un nuovo demo intitolato Dissonant Perspective.
Dopo un lungo tour promozionale nella scena underground d'Italia, gli Illogicist pubblicarono con l'etichetta americana Crash Music Inc Subjected, primo album della band, pubblicato nel luglio 2004. Entrato in gruppo un nuovo batterista, Sergio Ponti, la band partì per un tour in Italia e in Europa. Terminata la tournée, gli Illogicist registrarono, con il nuovo batterista Marco Minnemann, prima una demo dal titolo Promo 2006 e successivamente il loro secondo album, The Insight Eye, commercializzato nel 2007 con la major Candlelight Records. Attualmente la band è in tour con il nuovo batterista Alessandro Tinti.

## Formazione

### Formazione attuale
- Diego Ambrosi - chitarra
- Luca Minieri - chitarra, voce
- Emilio Dattolo - basso

### Ex componenti
- Roberto Zeppa - basso
- Fabio Filippone - chitarra
- Remy Curtaz - batteria
- Sergio Ponti - batteria
- Marco Minnemann - batteria
- Alessandro Tinti - batteria

## Discografia
Album in studio
- 2004 - Subjected
- 2007 - The Insight Eye
- 2011 - The Unconsciousness Of Living

Demo
- 2002 - Polymorphism of Death
- 2003 - Dissonant Perspective
- 2006 - Promo 2006